# Till ett
Till ett är en psalm med text och musik av Tomas Boström. 
Musikarrangemanget i Psalmer i 2000-talets koralbok är gjort av Karl Göran Ehntorp.

## Publicerad som
- Nr 896 i Psalmer i 2000-talet under rubriken "Kyrkan, Anden - människor till hjälp".